# Czecz

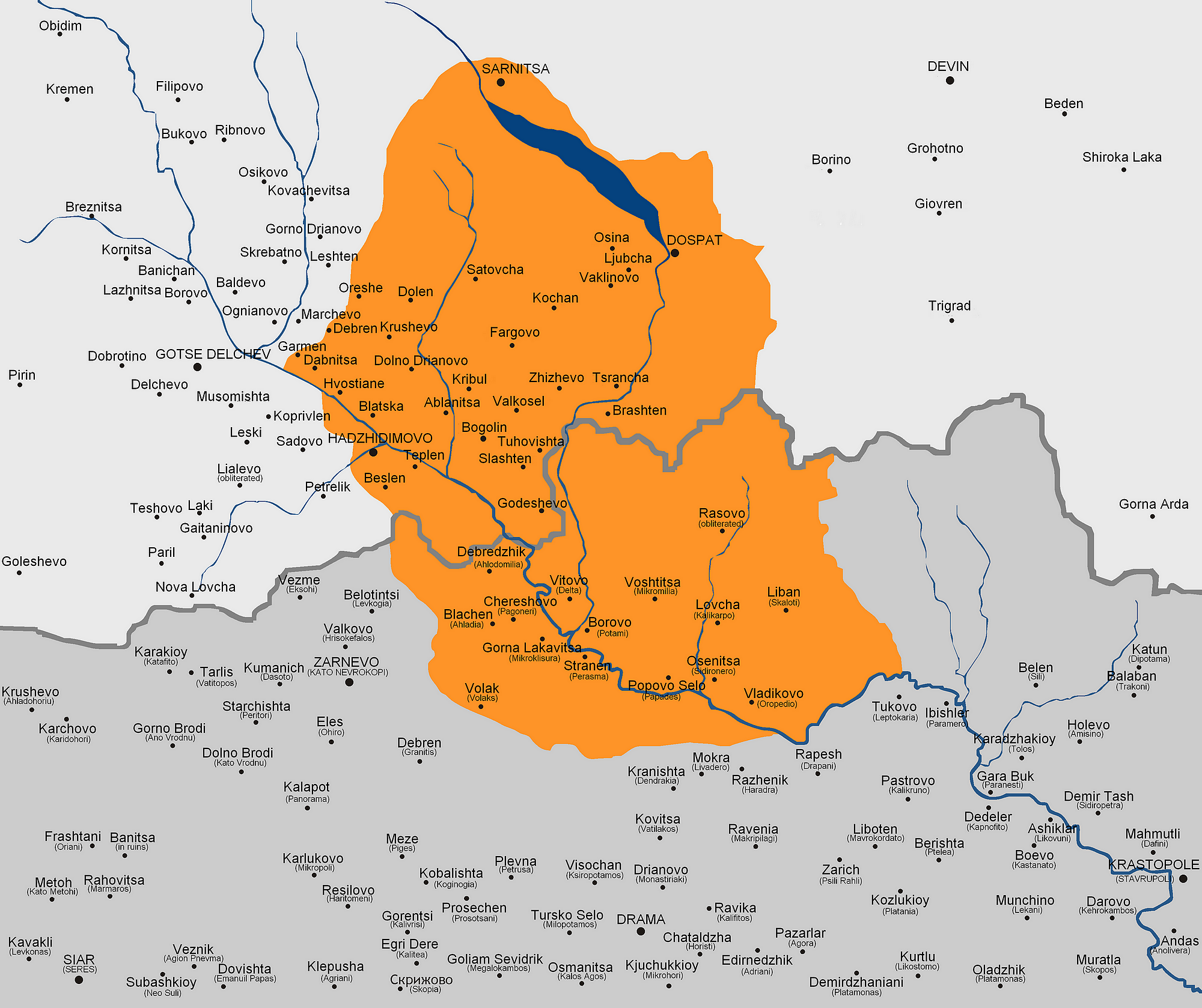
Region Czecz w Bułgarii i Grecji.

Czecz lub Czeczko (bułg. Чеч, Чечко) – historyczny i geograficzny region w Macedonii na Półwyspie Bałkańskim, położony na pograniczu Bułgarii i Grecji. Miejscowa ludność żyje w 60 wioskach i w większości składa się z Pomaków (bułgarskich muzułmanów).

## Geografia
Region Czecz jest częścią krainy historyczno-geograficznej Macedonia (Macedonia Pirińska i Macedonia Egejska). Leży w południowo-zachodniej części Rodopów i północnej części gór Falakro (grec. Φαλακρό, bułg. Боздаг, Bozdag). Historycznie obszar dzieli się na "Czecz Newrokopski" i "Czecz Dramski". Część dramska jest całkowicie w Grecji, a newrokopska jest podzielona między Grecję i Bułgarię.
Bułgarski geograf Wasil Kynczow (Васил Кънчов) uznał za wschodnią granicę regionu rzekę Dospat, a za zachodnią – rzekę Dabnicę. W bułgarskiej części regionu znajdują się wsie z gmin Satowcza, Dospat i wschodniej części gminy Gyrmen. Wszystkie wsie w bułgarskiej części Czecza są pomackie z wyjątkiem największych z nich: Satowczy i Dolenu, zamieszkanych przez mieszaną ludność chrześcijańsko-muzułmańską. Centrum greckiej części jest wioska Potamoi (Борово, Borowo) u ujścia rzeki Dospat. Grecki Czecz leży na obszarze demosów Newrokopi i Drama (w tym dawny demos Sideronero). W latach 20. XX w. z greckiej części Czecza w ramach grecko-tureckiej wymiany ludności wysiedlono ludność słowiańską wyznającą islam do Turcji (Tracja Wschodnia), do Tracji (Tracja Zachodnia) oraz w niektóre regiony Bułgarii. Opuszczone tereny zasiedlili greccy ekspatrianci z Turcji.

## Osadnictwo
Bułgaria
- gmina Satowcza: Bogolin (bułg.: Боголин), Dolen (Долен), Fyrgowo (Фъргово), Godeszewo (Годешево), Koczan (Кочан), Kribuł (Крибул), Osina (Осина), Pletena (Плетена), Satowcza, Słaszten (Слащен), Tuchowiszta (Туховища), Waklinowo (Ваклиново), Wyłkoseł (Вълкосел), Żiżewo (Жижево);
- gmina Dospat: Barutin (Барутин), Bryszten (Бръщен), Cryncza (Црънча), Czawdar (Чавдар), Dospat (Доспат), Kysak (Късак), Ljubcza (Любча), Zmeica (Змеица);
- gmina Gyrmen: Debren (Дебрен), Dołno Drjanowo (Долно Дряново), Dybnica (Дъбница), Kruszewo (Крушево), Oresze (Ореше), Chwostjane (Хвостяне);
- gmina Chadżidimowo: Abłanica (Aбланица), Beslen (Беслен), Błatska (Блатска), Chadżidimowo (Хаджидимово), Teplen (Теплен);
- gmina Welingrad: Syrnica (Сърница)

Grecja
- demos Drama:
  - demos Sideronero:
- demos Newrokopi:

## Ludność
15 grudnia 2007 r. w bułgarskiej części Czecza żyło 48 970 mieszkańców, z których większość to Pomacy. W greckiej części w 2001 r. żyło 2553 ludzi, w większości prawosławnych Greków. Według Wasyla Kynczowa w 1900 r. skład etniczny przedstawiał się następująco: 5897 Bułgarzy, 5667 Pomacy, 1151 Turcy, 23 Wołosi i 10 Romowie – razem 12 748 osób.